# Bonawentura Klembowski

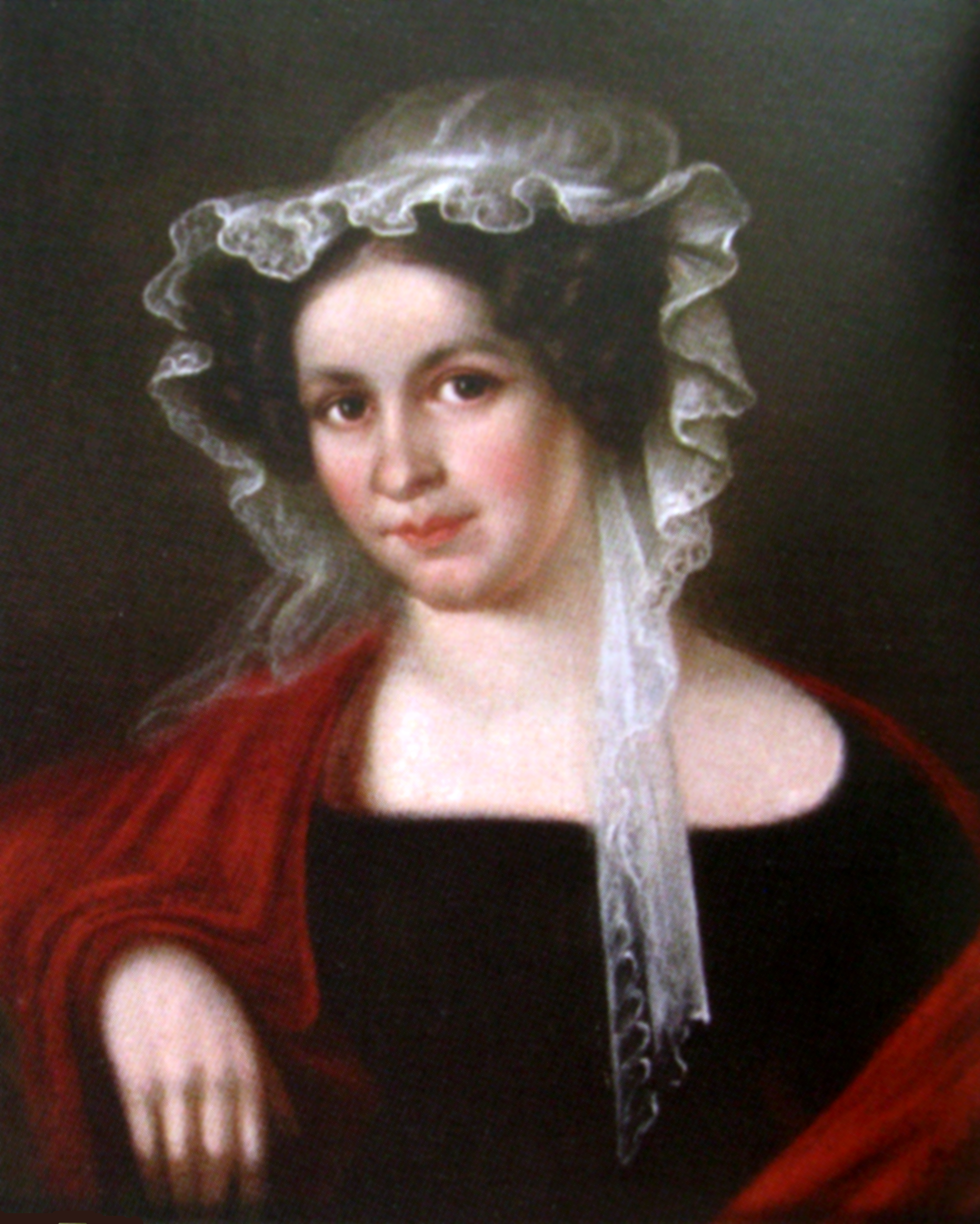
Olej na płótnie przedstawiający Salomeę Bécu (ok. 1820). Poeta Juliusz Słowacki, jej syn z pierwszego małżeństwa, w liście do matki napisanym w Genewie 3 stycznia 1834 zwrócił się do niej: „Moja najdroższa, obiecujesz mi przysłać jaką pamiątkę, pozwól, że ci powiem, co by mi największą rozkosz sprawiło. Otóż każ komu zrobić miniaturę z portretu, który niegdyś odmalował Klembowski, i przyślij mi ją. Niechaj w smutnych godzinach patrzę na twarz twoją, niech sobie przypominam szczęśliwe lata cichego dzieciństwa”

Bonawentura Klembowski (ur. 1795 w okolicach Krzemieńca, zm. 1878 lub 1888 w Krzemieńcu) – polski malarz, znany jako autor portretów.

## Życiorys i twórczość
Syn Franciszka. W latach 1816–1825 pracował w Liceum Krzemienieckim, najpierw jako pomocnik Józefa Pitschmanna (u którego się sam szkolił), potem jako nauczyciel rysunku. Znane są jego pastelowe portrety Alojzego Felińskiego i panny Pokutyńskiej. Był też uczniem Jana Rustema na Uniwersytecie Wileńskim. Bywał w salonie prowadzonym przez Salomeę Bécu (matkę Juliusza Słowackiego) – namalował portrety zarówno jej, jak i jej pasierbicy Hersylii (córki Augusta Bécu). W 1829 jako stypendysta rządowy uczęszczał w Paryżu do pracowni Antoine-Jeana Grosa. W 1831 kontynuował naukę w Rzymie.

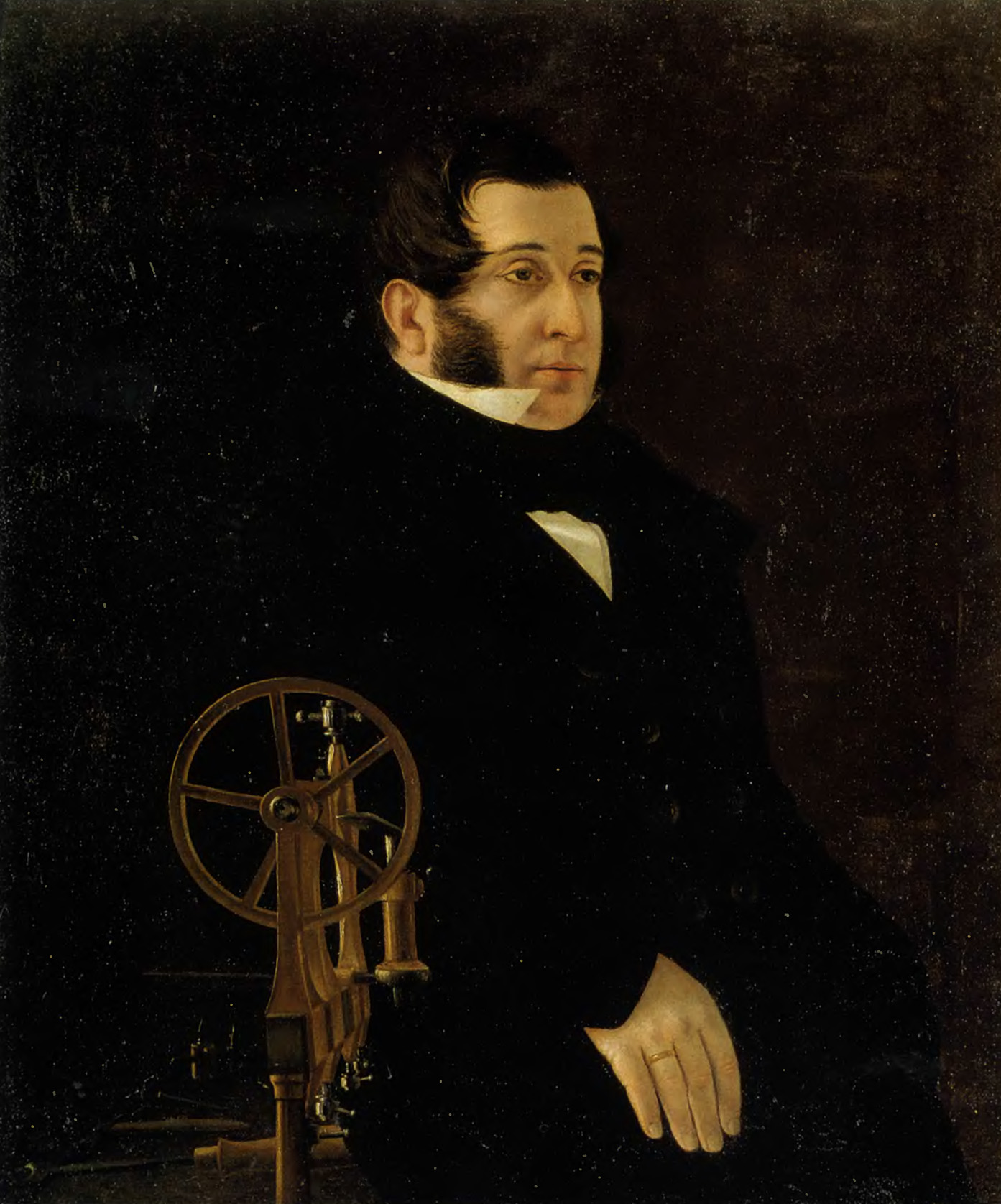
Olej na płótnie przedstawiający profesora Liceum Krzemienieckiego Willibalda Bessera (lata 30. XIX wieku)

W 1833 lub 1834 objął stanowisko nauczyciela rysunków w Uniwersytecie św. Włodzimierza w Kijowie. W latach 1839–1844 pracował w Uniwersytecie Charkowskim. Następnie, po uzyskaniu prawa do emerytury, zamieszkał w Krzemieńcu.
Był portrecistą, malował m.in.: Jana Śniadeckiego, Wacława Pelikana, Georga Bradkego i Józefa Antoniego Beaupréego.